# Айвазян, Артём Александрович
Артём Александрович Айвазян (арм. ) (13 января 1924, Ленинакан — 27 декабря 1993, Ереван) ― советский армянский врач-терапевт, доктор медицинских наук (1966), профессор (1968).

## Биография
Родился 13 января 1924 года в городе Ленинакан (ныне город Гюмри), Армянская ССР, ЗСФСР, СССР.
В 1950 году окончил лечебный факультет Ереванского государственного медицинского института имени Мхитара Гераци. После окончания института работал терапевтом в Республиканской больнице в Ереване. С 1956 по 1984 год преподавал на кафедре госпитальной терапии Ереванского медицинского института.
В 1966 году защитил докторскую диссертацию на соискание учёной степени доктора медицинских наук. В 1968 году ему присвоено учёное звание профессора.  
С 1984 по 1993 год преподавал профессором на кафедре внутренних болезней Ереванского мединститута.
Работы Артема Александровича Айвазяна посвящены влиянию белковой недостаточности на патогенез заболеваний печени, этиологию амилоидоза, патогенез, лечению рецидивов заболевания, диагностике. Автор более 70 научных работ.
Артем Айвазян скончался 27 декабря 1993 года в Ереване.